# Body pump
Le BodyPump est un cours de fitness à vocation de renforcement musculaire complet, pré-chorégraphié et en musique faisant partie du concept Body Training System, inventé par la société LesMills en 1990 et qui revendique des cours de fitness enseignés dans plus de 10 500 clubs de sport partout à travers le monde. Le BodyPump est le cours de fitness qui se rapproche le plus du culturisme.
Donné par un moniteur, un cours de BodyPump dure environ 55 minutes. Il existe un format de cours à 45 minutes .
Les participants utilisent des poids de différentes masses, soit isolés soit le plus souvent fixés à une barre d'haltère, un step d'aérobic et un tapis de gymnastique. La charge varie selon les exercices, selon que ces dernières font intervenir un groupe musculaire puissant comme celui des cuisses ou au contraire de petits muscles comme ceux des bras. Elle dépend bien entendu également des capacités musculaires du participant.
Le BodyPump a pour objectif le développement de l'endurance musculaire à travers de nombreuses répétitions, par opposition au travail en force pure ou la recherche de la prise de masse musculaire. Cet objectif explique en partie que les femmes représentent 70 % des élèves aux cours. Le BodyPump fait travailler l'intégralité du corps.
Un cours de BodyPump se déroule en musique, chaque chanson faisant travailler un groupe musculaire et toujours dans le même ordre. Les mouvements sont pré-chorégraphiés et suivent le rythme de la musique. Les chorégraphies durent un trimestre et sont conçues en Nouvelle-Zélande et ensuite exportées dans le monde entier. Les moniteurs ont la possibilité de mixer des anciennes chansons avec les nouvelles, mais doivent suivre des consignes générales, notamment quant au respect de l'ordre des exercices au niveau des groupes musculaires sollicités.
Une des caractéristiques d'un cours de BodyPump est l'ambiance musicale permettant de transformer un travail musculaire en une séance plus plaisante. Les chansons durent de quatre à six minutes et sont souvent basées sur des morceaux de rock moderne ou de pop rock remixés pour l'occasion afin de mieux convenir au rythme et à la vitesse des exercices et au découpage en bloc de 32 mesures.

## Programme
Un cours de BodyPump dure environ 55 minutes et est composé de 10 chansons, huit faisant travailler un groupe musculaire différent, auxquelles s'ajoutent une chanson préliminaire d'échauffement et une chanson finale de stretching.
Exercices
1. Échauffement : avec la charge la plus légère, exercices d'échauffements sur tous les groupes musculaires ;
2. Jambes et flexions : entraînement des cuisses à base de mouvements de squat, avec également un effet cardiovasculaire dû à la forte charge portée ;
3. Pectoraux : travail avec des mouvements de type développé couché afin de muscler à titre principal les pectoraux et à titre secondaire les épaules et les triceps ;
4. Dos : exercices à base de tirages, de levers et d'épaulés jetés. Les muscles du dos sont sollicités en premier lieu. Cette chanson a aussi un effet cardiovasculaire important ;
5. Triceps : travaux des triceps, soit en position couchée avec des mouvements d'extensions et de développés, soit en effectuant des pompes, dips et des extensions arrières avec un poids isolé ;
6. Biceps : exercices de levers et de flexions afin de développer les biceps ;
7. Fentes : travaux des muscles des jambes, notamment quadriceps et fessiers, à base de mouvements de fentes et parfois de squat ;
8. Épaules : visant à muscler les épaules, notamment les deltoïdes, les exercices se composant de levers latéraux de disques, de tirages, de pompes et de développés au-dessus de la tête ;
9. Abdominaux : renforcement des abdominaux à base de redressements et levers de jambes, de classiques crunches, avec en option l'utilisation de poids sur la poitrine ou tenus en main ;
10. Retour au calme : exercices de stretching pour finir la séance.

Entre chaque chanson, les participants effectuent un rapide stretching des principaux muscles travaillés.

## Effets sur l'organisme
(octobre 2022).
Si vous disposez d'ouvrages ou d'articles de référence ou si vous connaissez des sites web de qualité traitant du thème abordé ici, merci de compléter l'article en donnant les références utiles à sa vérifiabilité et en les liant à la section « Notes et références ».
Le cours est déconseillé pour les personnes atteintes de tendinite.
Le BodyPump permet au pratiquant de remodeler sa silhouette et d'affiner sa masse musculaire. Il permet de faire disparaître une partie de la masse graisseuse grâce à de nombreuses répétitions sur une période de quatre à sept minutes par groupe musculaire. La consommation calorique est importante.
Selon LesMills, un cours de BodyPump permet de brûler jusqu'à 600 kcal et a divers bénéfices comme l'amélioration de sa condition physique générale et de sa force. Il sculpte les muscles et apporte un sentiment d'accomplissement.

## Accessibilité aux exercices et participants
Bien que les mouvements soient faciles et simples à assimiler, il est primordial de bien réaliser les mouvements et de prendre la charge adéquate afin de ne pas se blesser. Il est recommandé de boire au cours de la séance. Un repos d'au moins une journée entre deux séances est préconisé par les concepteurs du cours